# Madge Syers
Florence Madeleine "Madge" Syers, född Cave 16 september 1881 i Kensington, London, död 9 september 1917 i Weybridge, Surrey, var en brittisk konståkare. Hon vann guld vid olympiska spelen 1908 i London i singel damer. I partävlingen, tillsammans med sin man Edgar Syers, kom hon trea.